# کاترین جکسون
کاترین استر جکسون (متولد کتی بی. اسکروز؛ ۴ مه ۱۹۳۰) (انگلیسی: Katherine Esther Jackson؛ متولد شده با نام کتی بی. اسکروز در ۴ مه ۱۹۳۰) مادر خانوادهٔ جکسون است که شامل فرزندانش مایکل (۱۹۵۸–۲۰۰۹) و جنت جکسون است.